# سوسو سانتانا
سوسو سانتانا (انگلیسی: Suso Santana؛ زادهٔ ۲ مارس ۱۹۸۵) بازیکن فوتبال اهل اسپانیا است.
از باشگاه‌هایی که در آن بازی کرده‌است می‌توان به باشگاه ورزشی تنریف و باشگاه فوتبال هارت آف میدلوتیان اشاره کرد.